# Château de Tjolöholm
Le château de Tjolöholms (Tjolöholms slott en suédois) se trouve dans la province de Halland en Suède. Il est situé sur une presqu'île, face à la mer, dans le fjord de Kungsbacka sur la côte du Kattegat. Il a été construit pour James Fredrik et Blanche Dickson entre 1898 et 1904, sur les plans de l'architecte Lars Israel Wahlman, qui l'a réalisé dans un goût délibérément anglicisant, dans une déclinaison du style néo-Tudor portant aussi l'influence du mouvement Arts and Crafts.
Le château est ouvert au public en été. On y trouve un café et un musée de l'automobile. Il voisine avec une plage de sable fin au bout du jardin.
En 2010, Lars von Trier y a tourné les scènes d'extérieur et d'intérieur de son film Melancholia.
En 2024, Apocalyptica y a tourné le clip 'The Unforgiven II'.